# Ніколаєвський Валерій Михайлович
Валерій Михайлович Ніколаєвський (рос. Валерий Михаилович Николаевский; 31 липня 1939, Москва) — російський письменник i поет

## Життя
Він працював на Уралі і в Арктиці шахтарем, вантажником, будівельником, кочегаром і моряком. На Чукотці його обрали секретарем комсомольської організації. Через його критичними зауваженнями на виступ Микити Сергійовича Хрущова на 15 зборі ООН його виключили з комсомолу і він знаходився під наглядом КДБ.
Він присвятив себе культурі і працював журналістом і режисером літературного театру в місті Тольятті. Він був головою місцевого літературного об'єднання «Клуб творчої інтелігенції» і місцевого відділу Радянського Фонду культури. В 1987 році він став керівником Центру мистецтва і документації «Будинок Рєпіна». За організацію суспільних свят він був багато разів нагороджений.
Його роман про Росію «Аз, грішний зі словами істини», Мисля 1990, був заборонений до друку 22 років і виданий лише 1990 за часів Горбачова, але після відставки Горбачова роман був знову заборонений. Його книга «Таємниці Кремля. З таємних матеріалів КДБ», 2000 Лекер Австрія, заборонена в Росії через політичні причини.
Він писав історичні твори про античний Рим і античну Росію, які були видані в Німеччині, Швейцарії, Китаї, Ізраїлі і США. Після розпаду Радянського Союзу він виїхав до Ізраїлю. Після короткотривалих перебувань в Англії, Франції, Бельгії і Німеччині він залишився в 1996 році в Австрії. В 1997 році він переніс операцію на відкритому серці.
Ніколаевський є членом Спілки незалежних літераторів Росії, Письменницької Ради Ізраїлю і австрійського ПЕН-Клубу.

## Твори
- «Республика юных» — научно-популярная книга-пособие для Московского Государственного Института Культуры (библиотечный факультет), 1969 год.
- «Силуэты» — «Евгений Боратынский» — «Правда», Москва, 1986 год.
- «Страшный патриций» — Библиофилм (Роман) о Древним Риме — «Мысль», Москва, 1989 год.
- «Страшный патриций» — Библиофилм (Роман) о Древним Риме — «Мысль», Москва, 1990 год.
- «Аз, грешный, со словами истины…» — Исторический Роман о Древней Руси — «Мысль», Москва, 1990 год.
- «Страшный патриций» — Библиофилм (Роман) о Древним Риме — «Лексикон», Израиль, 1991 год.
- «Страшный патриций» — Библиофилм (Роман) о Древним Риме — «Мысль», Москва-Тольятти, 1993-94 годы.
- «Чужое во мне», поэзия — «Хермагорас», Германия (нем.яз.), 1999 год.
- «Кремлевские тайны» — «Леккер», Вена (нем. яз), 2000 год.